# Саватий (Козко)
Архиепи́скоп Савати́й (укр. Архієпископ Саватій, в миру Стефа́н Петро́вич Козко, укр. Степан Петрович Козко; 11 сентября (по другим данным — 25 сентября) 1942, Аджамка, Кировоградская область — 8 июля 2016, Кировоград) — архиерей Русской православной старообрядческой церкви; архиепископ Киевский и всея Украины (1993—2016).

## Биография
Родился 11 сентября 1942 года в селе Аджамка в Кировоградской области в крестьянской семье. Детство прошло в сёлах Приволье и Бережинка.
В 1957 году окончил школу и поступил на работу в местный лесопитомник. Одновременно с работой окончил двухгодичные курсы в студии рисования и живописи в Кировограде.
Служил в армии, а в 1968 году окончил отделение «художественное ковроткачество» художественного училища декоративно-прикладного искусства в городе Вижница и начал трудовую деятельность дизайнером на камвольно-суконном комбинате города Чернигова.
В 1972 году возвратился село Бережинка в Кировоградской области, где, устроившись на работу художником-оформителем, ухаживал за больной матерью и самостоятельно изучал Священное Писание, основы богословия, устав церковной службы. В 1973 году, после тяжёлой болезни, принял крещение в селе Клинцы Кировоградской области в храме Русской православной старообрядческой церкви, изучил церковный устав и приступил к служению уставщиком.
28 августа 1987 года, на праздник Успения Пресвятые Богородицы, дав обет безбрачия, был рукоположен архиепископом Алимпием (Гусевым) в сан диакона, а 29 августа — в сан иерея к храму села Клинцы Кировоградской области.
Будучи священником обслуживал приходы сёл Клинцы, Никольское, Зыбково, Золотарёвка, служил в Харькове.

### Епископское служение
23 февраля 1993 года хиротонисан во епископа Киевского и всея Украины. Хиротонию возглавил митрополит Московский и всея Руси Алимпий (Гусев).
10 февраля 2004 года решением Освященного Собора епископу Савватию было поручено временное исполнение обязанностей правящего архиерея Кишиневской епархии.
В 2004 году, после кончины митрополита Алимпия (Гусева), рассматривался как один из кандидатов на замещение Московской кафедры.
17 мая 2005 года возведён в сан архиепископа.
Являлся председателем комиссии по диалогу с Русской православной церковью, созданной по распоряжению митрополита Корнилия. На Освященном Соборе 2007 года, как духовник митрополита Корнилия, запретил ему анафематствовать «никонианские ереси».
Увлекался фотографией. Автор персональных фото-выставок «Ностальгия о прекрасном» (август 2010 года, Черновцы и апрель 2014 года, Одесса).
22 мая 2015 года в городе Вилково Одесской области встретился с митрополитом Одесским и Измаильским Агафангелом (Саввиным).
29 августа 2015 года был госпитализирован в Одессе, где ему была сделана операция. Скончался 8 июля 2016 года в своём доме в Кировограде.
10 июля в старообрядческом храме Рождества Пресвятыя Богородицы села Никольского епископ Кишинёвский и всея Молдавии Евмений (Михеев) в сослужении около тридцати священников и семи диаконов совершил чин погребения, после чего священство и все присутствовавшие простились с владыкой. Затем похоронная процессия отправилась на кладбище села Бережинка под Кировоградом, где похоронены родители архиепископа Савватия. Над гробом слово произнес протоиерей Илья Косырев, после чего епископ Евмений предал тело земле, а священники попеременно засыпали могилу.

## Интервью
- «В демократию поиграли — и хватит!». Интервью сайту «Русская вера», 19.06.2014